# Ушки (метеостанция)
Ушки — упразднённая метеостанция (тип населённого пункта) в Охотском районе Хабаровского края. Входила в состав Инского сельского поселения. Расположена в 324 километрах от Охотска. Самый восточный населённый пункт в Хабаровском крае.

## История
В соответствии с Законом Хабаровского края от 28 марта 2007 года N 109 «Об административно-территориальном устройстве Хабаровского края» упразднили сельский населённом пункт метеостанция Ушки 25 декабря 2013 года в связи с отсутствием проживающих там граждан.

## Население
| 2002 | 2010 | 2011 | 2012 |
| ---- | ---- | ---- | ---- |
| 3    | ↘0   | →0   | →0   |